# Centrodera quadrimaculata
Centrodera quadrimaculata là một loài bọ cánh cứng trong họ Cerambycidae.